# Винищувачі привидів
«Винищувачі привидів» — кінофільм режисера Вілсон Іп, що вийшов на екрани в 2001 році.

## Зміст
Коли на величезний місто опускається густа нічна темрява, на його пустельних вулицях і в похмурих завулках оживають зловісні примари тих, чиї душі не знайшли притулку на тому світі. Вони ненавидять цей божевільний світ, і якщо злі духи хочуть знову влаштувати в обителі живих вакханалію смерті, врятувати наляканих обивателів здатний тільки спеціальний секретний загін «2002».
Ці безстрашні винищувачі примар знають, як розправитися з могутніми істотами, невразливими для звичайних куль і пасток. І нехай не всі сприймають їх роботу всерйоз, за допомогою таємної зброї і неймовірних магічних сил вони готові знищити будь-якого порушника спокою, назавжди заславши його в царство мертвих.

## Ролі
| Актор          | Роль |
| -------------- | ---- |
| Ніколас Тсе    | -    |
| Стівен Фанг    | -    |
| Ло Ханг Кенг   | -    |
| Рейн Лі        | -    |
| Сем Лі         | -    |
| Даніель Грехем | -    |
| Аня            | -    |
| Лік-Сун Фон    | -    |
| Вунь Лін Хау   | -    |
| Вінсент Кок    | -    |

## Знімальна група
- Режисер — Вілсон Іп
- Сценарист — Вінсент Кок, Чи-Кін Квок, Кам-Юень Зето
- Продюсер — Вінсент Кок, Шек-Хонг Чан, Стефен Чу
- Композитор — Ерік Колвін